# Carposina biloba
Carposina biloba is een vlinder uit de familie van de Carposinidae. De wetenschappelijke naam van de soort is voor het eerst geldig gepubliceerd in 1969 door Davis.